# Gentianella chamuchui
Gentianella chamuchui là một loài thực vật có hoa trong họ Long đởm. Loài này được (Reimers) Fabris mô tả khoa học đầu tiên năm 1958.